# بن کبوتری
بن کبوتری، روستایی از توابع بخش مرکزی شهرستان کهگیلویه در استان کهگیلویه و بویراحمد ایران است.

## جمعیت
افراد ساکن در این روستا بیشتر از طایفه حسین خان حسینی بوده که دارای فرزندان ذیل می‌باشد: 1-قاید بوری رسم 2-قاید محمد رضا رسم 3-قاید خمکار رسم 4-قاید اسلان رسم.خانوارهای ساکن در این روستابه لحاظ دینی و مذهب و اعتقادات زبانزد خاص و عام بوده‌اند و تنها کسانی بوده‌اند که هیچ وقت زیر سلطه خوانین قرار نگرفته‌اند و همیشه با خوانین درگیری داشته‌اند.به لحاظ دامداری و کشاورزی علی‌الخصوص دامداری بسیار فعال بودند و از این لحاظ ثروتمند بوده‌اند.مردمی بسیار خونگرم و مهمان دوست و طرفدار صلح و دوستی و عدالت بوده اند
هر یک از فرزندان حسین خان پس از تشکیل خانواده دارای اولاد زیادی شده‌اند.و به لحاظ علمی پیشرفت‌های خوبی داشته‌اند.
این روستا در دهستان طیبی گرمسیری جنوبی قرار دارد و براساس سرشماری مرکز آمار ایران در سال ۱۳۸۵، جمعیت آن زیر سه خانوار بوده‌است.